# Karl Magnusson (Bjälboättens oäkta gren)
Karl Magnusson död 1350,  var en svensk adelsman, deltagare i upproret mot Magnus Eriksson.

## Biografi
Vapen: Två snedbjälkar.
Karl Magnussons vapen är bland annat känt från när Karl Magnusson säljer till Sigge Magnusson 6½ penningland i Hovsta, Björkviks socken, vilka han förut erhållit av samma Sigge Magnusson, och giver därpå fasta. 12 fastar och 2 vidervarumän uppräknas.
Han var son till Magnus Gregersson och sonsonson till Birger jarl. Innehavare till gården Brunnsholm i  Uppland och till flera gods i Södermanland, Närke och Småland.
Den äldre brodern Gregers Magnusson blev avgörande för Karl Magnussons öde. 1338 blev Gregers Magnusson huvudman för upproret mot Magnus Eriksson, och därefter driven i landsflykt i Danmark av konungen. Karl följde brodern i landsflykt. 1348 hade bröderna dock tagits till nåder och deltog i kung Magnus ryska fälttåg tillsammans med yngre brodern Johan Magnusson. Alla tre bröderna stupade under fälttåget, Johan och Karl vid Nöteborg.

### Familj
Karl Magnusson var 1343 gift med Cecilia Birgersdotter, dotter till Birger Job (huvud) och Margareta. De fick tillsammans barnen Birger Karlsson, riddaren och riksrådet Filip Karlsson (Bjälboättens oäkta gren) och riddaren och häradshövdingen Bengt Karlsson (Bjälboättens oäkta gren).